# جائزة مجلة ذا رينج لمقاتل العام
هذه قائمة أبطال الملاكمة الفائزين بجائزة مجلة ذا رينج لمقاتل العام :

## مقاتل العام حسب العقد

### 1920
- 1928  جين توني
- 1929  تومي لوغران

### 1930

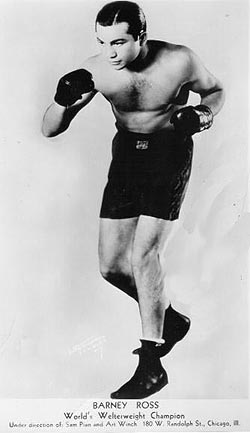
بارني روس

- 1930  ماكس شميلينج
- 1931  تومي لوغران (2)
- 1932  جاك شاركي
- 1933 لم تعطى الجائزة
- 1934  توني كانزونيري و بارني روس
- 1935  بارني روس (2)
- 1936  جو لويس
- 1937  هنري أرمسترونغ
- 1938  جو لويس (2)
- 1939  جو لويس (3)

### 1940
- 1940  بيلي كون
- 1941  جو لويس (4)
- 1942  شوجار ري روبنسون
- 1943  فريد أبوستولي
- 1944  بيو جاك
- 1945  ويلي بيب
- 1946  توني زال
- 1947  جوس ليسنيفيتش
- 1948  آيك ويليامز
- 1949  إزارد تشارلز

### 1950
- 1950  إزارد تشارلز (2)
- 1951  شوجار ري روبنسون (2)
- 1952  روكي مارسيانو
- 1953  بوبو أولسون
- 1954  روكي مارسيانو (2)
- 1955  روكي مارسيانو (3)
- 1956  فلويد باترسون
- 1957  كارمن باسيليو
- 1958  إينجمار يوهانسون
- 1959  إينجمار يوهانسون (2)

### 1960

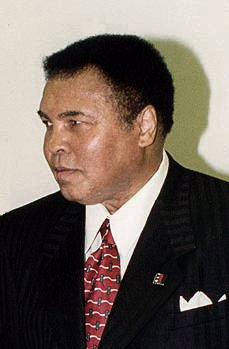
محمد علي أكثر من فاز بالجائزة.

- 1960  فلويد باترسون (2)
- 1961  جو براون
- 1962  ديك تايجر
- 1963  محمد علي
- 1964  إميل غريفيث
- 1965  ديك تايجر (2)
- 1966  لا جائزة
- 1967  جو فريزر
- 1968  نينو بنفينوتي
- 1969  خوسيه نابوليس

### 1970
- 1970  جو فريزر (2)
- 1971  جو فريزر (3)
- 1972  محمد علي (3) و كارلوس مونزون
- 1973  جورج فورمان
- 1974  محمد علي (4)
- 1975  محمد علي (5)
- 1976  جورج فورمان (2)
- 1977  كارلوس زاراتي سيرنا
- 1978  محمد علي (6)
- 1979  شوغر راي ليونارد

### 1980
- 1980  توماس هيارنس
- 1981  شوغر راي ليونارد (2) و سلفادور سانشيز
- 1982  لاري هولمز
- 1983  مارفيلوس مارفين هاغلر
- 1984  توماس هيارنس (2)
- 1985  مارفيلوس مارفين هاغلر (2) و دونالد كاري
- 1986  مايك تايسون
- 1987  إيفاندر هوليفيلد
- 1988  مايك تايسون (2)
- 1989  برنل ويتيكر

### 1990
- 1990  خوليو سيزار تشافيز
- 1991  جيمس توني
- 1992  ريديك باو
- 1993  مايكل كارباخال
- 1994  روي جونز جونيور
- 1995  أوسكار دي لا هويا
- 1996  إيفاندر هوليفيلد (2)
- 1997  إيفاندر هوليفيلد (3)
- 1998  فلويد مايويذر جونيور
- 1999  بولي أيالا

### 2000
- 2000  فيليكس ترينيداد
- 2001  برنارد هوبكينز
- 2002  فيرنون فورست
- 2003  جيمس توني (2)
- 2004  غلين جونسون
- 2005  ريكي هاتون
- 2006  ماني باكياو
- 2007  فلويد مايويذر جونيور (2)
- 2008  ماني باكياو (2)
- 2009  ماني باكوياو (3)

### 2010
- 2010  سرخيو مارتينيز
- 2011  أندريه وارد
- 2012  خوان مانويل ماركيز
- 2013  أدونيس ستيفنسون
- 2014  سيرغي كوفاليف
- 2015  تايسون فيوري